# كلية الآداب والعلوم الإنسانية بجامعة دمشق

## التأسيس والتاريخ
أنشئت كلّيّة الآداب في الجامعة السّوريّة عام 1828م، وكانت تسمّى آنذاك المدرسة العليا للآداب، ثمّ ما لبثت قوات الانتداب الفرنسيّ أن أغلقتها عام 1931م. واستمر الاغلاق حتى عام1946 حيث جلت فرنسا عن سوريا. ففتحت أبوابها، وتم تسميتها كلّيّة الآداب وكانت تتالف من قسمين: قسم اللّغة العربيّة وآدابها، وقسم الاجتماعيّات الذي كان يشمل التاريخ والجغرافية.
بعدها بعام تم احداث قسمين جديدين هما قسم الدّراسات الفلسفيّة والاجتماعيّة، وقسم اللّغات. وتم جعل قسم الاجتماعيات قسمين للتاريخ والجغرافيا وقسم اللغات قسمين للغة الإنكليزية والفرنسية.
وفي العام1983 تمت إعادة هيكلة الكلية ليصبح اسمها كلية الاداب والعلوم الإنسانية.

## أقسام الكلية
- قسم اللّغة العربيّة وآدابها
- قسم التاريخ
- قسم اللّغة الإنكليّزية وآدابها
- قسم الجغرافية
- قسم اللّغة الفرنسيّة وآدابها
- قسم الفلسفة
- قسم اللّغة الفارسيّة وآدابها
- قسم علم الاجتماع
- قسم اللّغة اليابانيّة وآدابها
- قسم المكتبات والمعلومات
- قسم اللّغة الألمانيّة وآدابها
- قسم الآثار
- قسم اللّغة الإسبانيّة وآدابها
- قسم اللغة الروسية وآدابها